# Mika Mäki
Mika Mäki, född den 27 februari 1988 är en finländsk racerförare.

## Racingkarriär
Efter att ha vunnit det italienska Formel Renault-mästerskapet 2007, flyttade Mäki upp till F3 Euroseries, där han inledde med två segrar under den första halvan av säsongen. Mäki sponsras för närvarande av Red Bull.